# Abelux
Abelux (diese Namensform bei Titus Livius; bei Polybios hingegen Abilyx) war ein vornehmer Iberer, der in der zweiten Hälfte des 3. Jahrhunderts v. Chr. lebte. Er spielte den Römern in der Anfangsphase des Zweiten Punischen Kriegs die in Sagunt gefangenengehaltenen spanischen Geiseln Hannibals in die Hände.
In den Quellen wird Abelux nur für das Jahr 217 v. Chr. erwähnt. Im Vorjahr war Hannibal von Spanien nach Italien marschiert und hatte dort seine ersten großen militärischen Erfolge gefeiert. Die Römer hatten ihrerseits begonnen, auf der Iberischen Halbinsel Krieg gegen die Punier zu führen. Im Sommer 217 v. Chr. landete der Prokonsul Publius Cornelius Scipio in Spanien und vereinigte sich mit seinem Bruder Gnaeus Cornelius Scipio Calvus. Beide überschritten erstmals in diesem Krieg den Ebro und zogen gegen Sagunt. Dort hatte Hannibal die Söhne der angesehensten Iberer, die aus verschiedenen für unzuverlässig geltenden Gemeinden stammten, als Geiseln unter Aufsicht stellen lassen, um sich der Treue dieser Städte zu versichern.
Zu jenen Männern, denen Hannibal die Bewachung Sagunts anvertraut hatte, gehörte auch Abelux, der von den Karthagern für absolut loyal gehalten wurde. Abelux gelangte jedoch offenbar zur Überzeugung, dass die Römer bessere Chancen hätten, den Krieg siegreich zu beenden. Er beschloss daher, die Seiten zu wechseln und den Römern Hannibals Geiseln in die Hände zu spielen, um sich dadurch bei ihnen großes Ansehen zu verschaffen. Dies gelang ihm laut dem Bericht des griechischen Historikers Polybios durch Überlistung des als einfältig beschriebenen karthagischen Befehlshabers Bostar. Er führte gegenüber Bostar aus, dass angesichts der Tatsache, dass die Römer jetzt naheständen und sich den Iberern als neuer Bündnispartner anböten, die Punier durch Freilassung ihrer Geiseln die Sympathie ihrer iberischen Untertanen gewinnen und so am ehesten deren weitere Loyalität sicherstellen könnten. Bostar ließ sich überreden und übertrug Abelux die Aufgabe, die Kinder in ihre Heimatgemeinden zurückzugeleiten. Doch nun wandte sich Abelux insgeheim an einige zu den römischen Hilfstruppen gehörige Iberer, nahm über diese Kontakt zu den Scipionen auf und versprach ihnen die Auslieferung der Geiseln. Nachdem der Plan gelungen und die Geiseln in die Hände der Römer gelangt waren, wurde Abelux von den Scipionen sehr ausgezeichnet. Der Überläufer brachte nun im Namen der Römer die befreiten Kinder in deren Heimat zurück, woraufhin viele Iberer Freunde der Römer wurden.